# Paralecterolophus subapterus
Paralecterolophus subapterus är en insektsart som först beskrevs av Brunner von Wattenwyl 1898.  Paralecterolophus subapterus ingår i släktet Paralecterolophus och familjen gräshoppor. Inga underarter finns listade i Catalogue of Life.